# ستيف سايمور
ستيف سايمور (بالإنجليزية: Steve Seymour)‏ هو رامي الرمح ‏ أمريكي، ولد في 4 أكتوبر 1920 في نيويورك في الولايات المتحدة، وتوفي في 18 يونيو 1973 في لوس أنجلوس في الولايات المتحدة.

## وصلات خارجية
- ستيف سايمور على موقع أوليمبيديا (الإنجليزية)